# Leptobasis guanacaste
Leptobasis guanacaste là loài chuồn chuồn trong họ Coenagrionidae. Loài này được Paulson mô tả khoa học đầu tiên năm 2009.